# Мікель Альваро
Мікель Альваро Салазар (ісп. Mikel Álvaro Salazar; нар. 20 грудня 1982, Амурріо, Іспанія) — іспанський футболіст, вінґер «Ларедо».

## Життєпис
Народився в місті Амурріо, провінція Алава. Дорослу футбольну кар'єру розпочав в «Оррері». Більшу частину своєї кар'єри провів у Сегунда Дивізіоні Б або нижчих лігах, переважно у клубі «Амурріо» з рідного міста. У складі «Льєйди» відзначився 13-ма голами. У віці 27 років приєднався до «Нумансії» з Сегунда Дивізіону. Перший матч у вище вказаному турнірі провів 29 серпня 2009 року, зіграв одну хвилину в переможному (2:1) матчі проти «Сельти». Уже будучи гравцем стартового складу, відзначився першим голом на професіональному рівні у переможному (1:0) домашньому матчі проти «Реала Уніона».
На початку серпня 2011 року Альваро розірвав контракт із «Сорією», а наступні два сезони провів у грузинському «Динамо» (Тбілісі), де виступав у команді з декількома співвітчизниками. За два сезони відзначився 25-ма голами. Влітку 2013 року підписав дворічну угоду з клубом азербайджанської Прем'єр-ліги «Інтер» (Баку). У команді провів два сезони, відзначився 13-ма голами.
У вересні 2015 року підписав контракт з «Окленд Сіті», з яким брав участь у клубному чемпіонаті світу. У січні 2016 року залишив «Окленд Сіті» й наприкінці цього ж місяця до тбіліського «Динамо», за який провів 10 матчів. 16 січня 2017 року повернувся на батьківщину та до рідного краю, підписав контракт із третьоліговою «Аморебієтою», якому 2021 року допоміг вийти до Сегунда Дивізіону.
У липні 2022 року перейшов до «Португалете» з Терсери Федерації.

## Статистика виступів

### Клубна
Станом на 25 серпня 2016
| Клуб               | Сезон             | Ліга                      | Ліга  | Ліга | Нац. кубок | Нац. кубок | Конт. кубок | Конт. кубок | Загалом | Загалом |
| Клуб               | Сезон             | Дивізіон                  | Матчі | Голи | Матчі      | Голи       | Матчі       | Голи        | Матчі   | Голи    |
| ------------------ | ----------------- | ------------------------- | ----- | ---- | ---------- | ---------- | ----------- | ----------- | ------- | ------- |
| «Баракальдо»       | 2006–07           | Сегунда Дивізіон Б        | 30    | 2    |            |            | –           | –           | 30      | 2       |
| «Денія»            | 2007–08           | Сегунда Дивізіон Б        | 35    | 1    |            |            | –           | –           | 35      | 1       |
| «Льєйда»           | 2008–09           | Сегунда Дивізіон Б        | 36    | 13   |            |            | –           | –           | 36      | 13      |
| «Нумансія»         | 2009–10           | Сегунда Дивізіон          | 34    | 4    |            |            | -           | -           | 34      | 4       |
| «Нумансія»         | 2010–11           | Сегунда Дивізіон          | 16    | 0    |            |            | -           | -           | 16      | 0       |
| «Нумансія»         | Загалом           | Загалом                   | 50    | 4    | 0          | 0          | -           | -           | 50      | 4       |
| «Динамо» (Тбілісі) | 2011–12           | Ліга Умаглесі             | 29    | 7    | 1          | 0          | 2           | 0           | 32      | 7       |
| «Динамо» (Тбілісі) | 2012–13           | Ліга Умаглесі             | 30    | 14   | 8          | 4          | 0           | 0           | 38      | 18      |
| «Динамо» (Тбілісі) | Загалом           | Загалом                   | 59    | 21   | 9          | 4          | 2           | 0           | 70      | 25      |
| «Інтер» (Баку)     | 2013–14           | Прем'єр-ліга Азербайджану | 20    | 4    | 2          | 0          | 4           | 0           | 26      | 4       |
| «Інтер» (Баку)     | 2014–15           | Прем'єр-ліга Азербайджану | 29    | 9    | 3          | 1          | 4           | 0           | 36      | 10      |
| «Інтер» (Баку)     | Загалом           | Загалом                   | 49    | 13   | 5          | 1          | 8           | 0           | 62      | 14      |
| «Окленд Сіті»      | 2015–16           | АСБ Прем'єршип            | 5     | 2    | 0          | 0          | 1           | 0           | 6       | 2       |
| «Окленд Сіті»      | Загалом           | Загалом                   | 5     | 2    | 0          | 0          | 1           | 0           | 6       | 2       |
| «Динамо» (Тбілісі) | 2015–16           | Ліга Умаглесі             | 7     | 0    | 3          | 0          | 0           | 0           | 10      | 0       |
| «Динамо» (Тбілісі) | 2016              | Ліга Умаглесі             | 3     | 0    | 0          | 0          | 3           | 0           | 6       | 0       |
| «Динамо» (Тбілісі) | Загалом           | Загалом                   | 10    | 0    | 3          | 0          | 3           | 0           | 16      | 0       |
| Усього за кар'єру  | Усього за кар'єру | Усього за кар'єру         | 274   | 56   | 17         | 5          | 14          | 0           | 305     | 61      |

## Досягнення
«Динамо» (Тбілісі)
- Ліга Еровнулі
  -  Чемпіон (2): 2012/13[14], 2015/16

- Кубок Грузії
  -  Володар (2): 2012/13[14], 2015/16